# Stor grimmia
Stor grimmia (Grimmia elatior) är en bladmossart som beskrevs av Bruch, Francesco Balsamo och De Notaris 1838. Stor grimmia ingår i släktet grimmior, och familjen Grimmiaceae. Arten är reproducerande i Sverige. Inga underarter finns listade i Catalogue of Life.